# Holm, Larsmo

Holm är en av de större fyra byarna i Larsmo och kommunens centralort. Holm ligger i Larsmos centrum.